# لوك لوتون
لوك لوتون (بالإنجليزية: Luke Lawton)‏ هو لاعب كرة قدم أمريكية أمريكي، ولد في 26 أغسطس 1980 في نيو أيبيريا في الولايات المتحدة.

## وصلات خارجية
- لوك لوتون على موقع مرجع كرة القدم المحترفة.كوم (الإنجليزية)